# Bark at the Moon
Bark at the Moon è il terzo album in studio del cantante Ozzy Osbourne, pubblicato il 15 novembre1983. Ha venduto oltre 4.000.000 di copie in tutto il mondo. Il titolo originale dell'album doveva essere "Eat Shit and Bark at the Moon", una frase scherzosa concepita da Ozzy, ma fu abbreviato per la pubblicazione. La canzone e l'album nacquero attorno a questo titolo dopo che Ozzy ascoltò il riff principale scritto dal chitarrista Jake E. Lee.

## Il disco
Bark at the Moon vede l'arrivo del funambolico chitarrista Jake E. Lee e il ritorno di Don Airey alle tastiere. L'album si distinse musicalmente dai precedenti per la forte componente di suoni sintetizzati (molto usati nel rock e nel pop anni '80) che contaminò anche il sound di altri gruppi heavy metal (esempi Somewhere in Time degli Iron Maiden, Crazy Nights dei Kiss e Turbo dei Judas Priest).
Nonostante non sia considerato popolare come i due precedenti, il disco ebbe un notevole successo, con tre dischi di platino vinti negli U.S.A., tant'è che nel successivo tour, Ozzy e la sua band vennero accolti con forte calore dal pubblico. L'ottimo successo del tour spinse Ozzy anche a pubblicarne l'home video omonimo Bark at the Moon, che raccoglie alcune performance del gruppo durante la tournée.
Formalmente è indicato come l'unico album con testi attribuiti interamente a Ozzy, ma secondo molte testimonianze chiave, la scrittura fu condivisa con altri membri della band, in particolare Daisley per i testi. Ozzy stesso riconobbe in seguito che il materiale era stato co-scritto almeno in parte da Lee e Daisley.
Il lavoro venne ancora rimasterizzato nel 1995. Un'ulteriore edizione, con un nuovo mixaggio effettuato al fine di rendere l'album maggiormente affine ai canoni metal attuali, è stata pubblicata nel 2002.

## Tracce

### Standard Edition
Testi e musiche di Ozzy Osbourne
1. Bark at the Moon
2. You're No Different
3. Now You See It (Now You Don't)
4. Rock 'n' Roll Rebel
5. Centre of Eternity
6. So Tired
7. Slow Down
8. Waiting for Darkness

### 1995 Edition
1. Bark at the Moon
2. You're No Different
3. Now You See It (Now You Don't)
4. Rock 'n' Roll Rebel
5. Centre of Eternity
6. So Tired
7. Slow Down
8. Waiting for Darkness
9. Spiders in the Night

### European Edition
1. Rock 'n' Roll Rebel
2. Bark at the Moon
3. You're No Different
4. Now You See It (Now You Don't)
5. Forever (*)
6. So Tired
7. Spiders
8. Waiting for Darkness

### 2002 Edition
1. Bark at the Moon
2. You're No Different
3. Now You See It (Now You Don't)
4. Rock 'n' Roll Rebel
5. Centre of Eternity
6. So Tired
7. Slow Down
8. Waiting for Darkness
9. Spiders in the Night
10. One Up the "B" Side

(*) = Centre of Eternity

## Componenti
- Ozzy Osbourne - voce
- Jake E. Lee - chitarra elettrica
- Bob Daisley - basso
- Tommy Aldridge - batteria
- Don Airey - tastiere